# Гора Сокаль
Гора Сокаль (Сокаль-гора) — це висота, що знаходиться у південно східній околиці міста Сокаль Львівської області, на висоті 252,9 м. Вважається найвищою точкою в районі.

## Історія
У липні 1915 року, навколо гори Сокаль відбулася кривава битва під Сокалем.
У 1915 році австрійський композитор та військовий капельмейстер 4-го піхотного полку (нім. k.u.k. Infanterieregiment Hoch- und Deutschmeister Nr. 4) Вільгельм Вацек написав «Сокальський марш Дойчмайстерів» на честь бою під Сокалем, зокрема штурму гори Сокаль.